# Жанажол (Казыгуртский район)
Жанажол (каз. Жаңажол) — село в Казыгуртском районе Туркестанской области Казахстана. Входит в состав Жанабазарского сельского округа. Код КАТО — 514035300.

## Население
В 1999 году население села составляло 694 человека (357 мужчин и 337 женщин). По данным переписи 2009 года, в селе проживали 792 человека (407 мужчин и 385 женщин).